# Shirreff Cove
Die Shirreff Cove (in Argentinien Caleta Noto genannt) ist eine kleine Bucht bzw. ein Naturhafen an der Nordküste von Livingston Island im Archipel der Südlichen Shetlandinseln. Sie liegt unmittelbar südwestlich des Kap Shirreff.
Der britische Seefahrer Edward Bransfield benannte sie 1820 nach Kapitän William Henry Shirreff (1785–1847), damaliger Kommandant der britischen Pazifikflotte. Bransfields Bucht wurde anhand der 1822 veröffentlichten Karte von Kapitän George Powell (1794–1824) zugeordnet. Namensgeber der argentinischen Benennung ist Juan Noto, der am 15. September 1976 gemeinsam mit zehn weiteren Passagieren bzw. Besatzungsmitgliedern beim Absturz einer Lockheed P-2 Neptune am Mount Friesland ums Leben gekommen war.